# Guillermo Subiabre
Guillermo Subiabre, född den 25 februari 1903 och död den 11 juli 1964, var en chilensk fotbollsspelare.
Subiabre började karriären i Liverpool Wanderers innan han gick till storklubben Colo-Colo 1925. Bortsett från en kortare sejour i CD Santiago Wanderers var han sedan Colo-Colo trogen karriären ut. Han spelade även i det chilenska landslaget mellan 1926 och 1930. Han deltog i både Sydamerikanska mästerskapet 1926 i Chile och i OS 1928 i Amsterdam innan han deltog i det världsmästerskapet i fotboll 1930. Där gjorde han fyra mål på de tre matcherna som Chile spelade. De kom tvåa i gruppen efter Argentina och gick inte vidare.